# Mirino telescopico

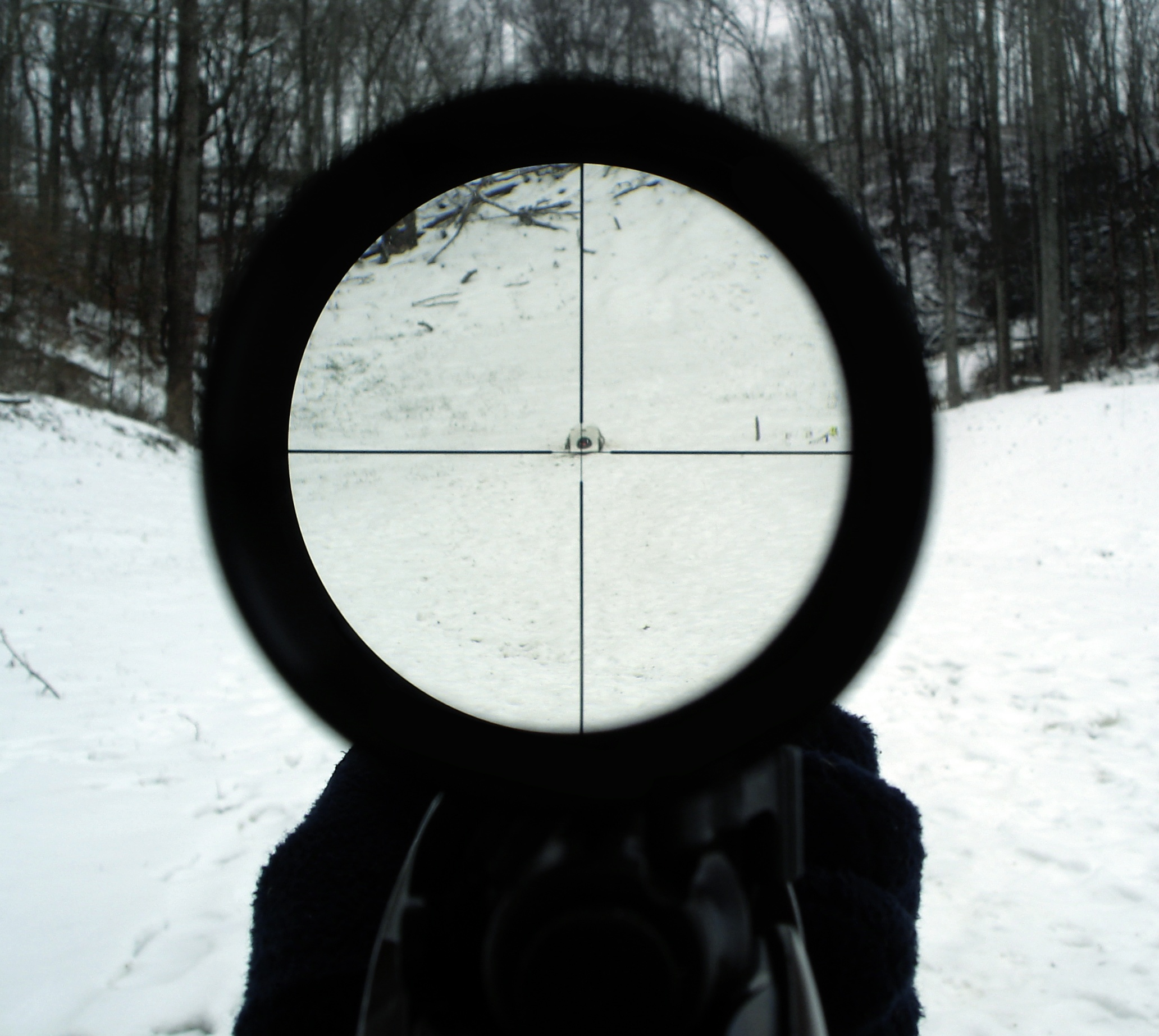
Vista attraverso l'ottica con ingrandimento 4x

Un mirino telescopico (detto più tecnicamente ottica di puntamento) è un dispositivo opto-meccanico che consente un migliore puntamento delle armi da sparo lunghe (o più generalmente, delle armi da fuoco leggere a canna lunga e a lunga gittata), tramite un ingrandimento apparente dell'immagine, che può spaziare tra 2x e 24x, migliorando anche di molto l'acquisizione dei bersagli distanti. Il funzionamento è basato sul principio del telescopio rifrattore, ma con lenti di raddrizzamento delle immagini, con un reticolo di puntamento interno, regolabile in alzo (per compensare la traiettoria di caduta del colpo, secondo la distanza) e in deriva (per compensare eventuali deviazioni di traiettoria a causa di correnti ventose o di altri fenomeni).
La struttura standard è generalmente composta da un obiettivo che preleva l'immagine, da un tubo (con due o più torrette di regolazione del reticolo) che incorpora il gruppo lenti di raddrizzamento ed il reticolo (in genere sostituibile con tipi differenti), e da un oculare che fa da interfaccia con l'occhio del tiratore e che fornisce parte dell'ingrandimento e la regolazione dello zoom (se presente).

## Diciture
Su ogni mirino ottico compare solitamente una dicitura descrittiva delle sue funzioni e prestazioni. La sintassi solitamente prevede queste 2 costruzioni:
- numero.minimo.ingrandimenti - numero.massimo.ingrandimenti (rappresentati dal simbolo "x" come moltiplicatore) × numero.diametro.della.lente.frontale.dell'obiettivo (misurato in millimetri - ad esempio: 3-9×40)
- numero.ingrandimenti × numero.diametro.della.lente.frontale.dell'obiettivo (in caso di cannocchiale ad ingrandimento fisso, ad esempio: 4×30) seguite spesso da coppie di lettere maiuscole (sigle tecniche).

## Oculare

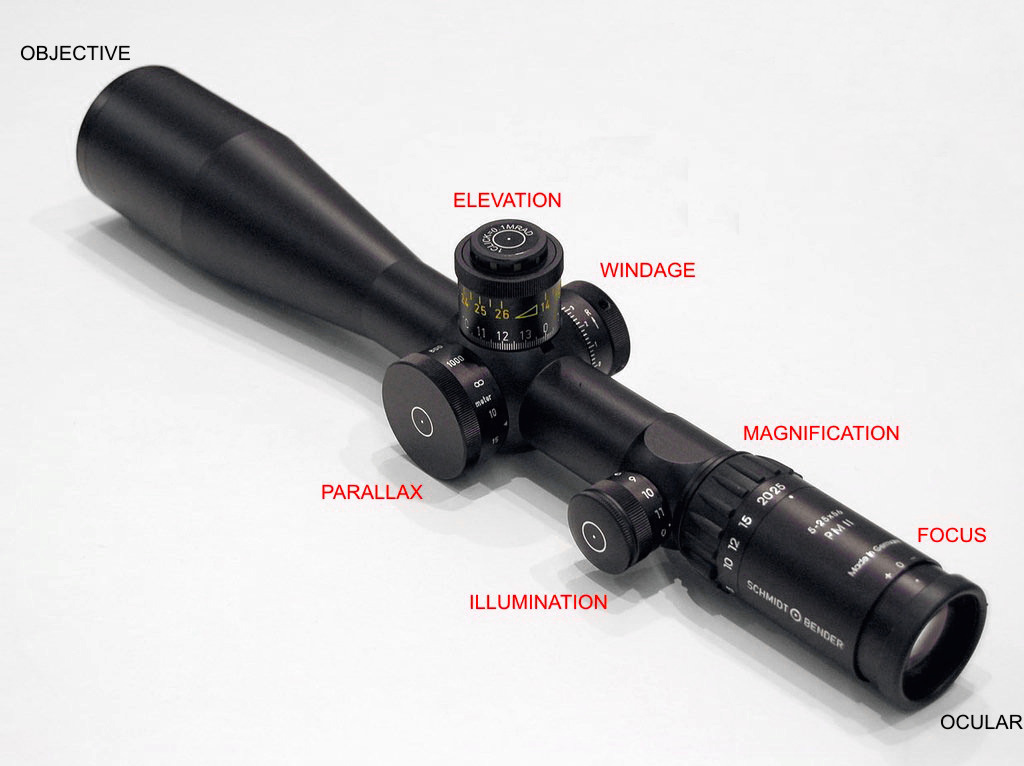
Mirino telescopico. Al centro sono presenti tre torrette per la regolazione rispettivamente della deriva, dell'alzo, e della parallasse

Il numero di ingrandimenti descrive le dimensioni apparenti del bersaglio osservato attraverso il reticolo, rispetto alla visione ad occhio nudo (1x). Così, a parità di distanza, un bersaglio che occupa l'intero reticolo a 8x, ne occuperà la metà a 4x e solo 1/4 a 2x. I cannocchiali che permettono una variazione del numero di ingrandimenti, forniscono ovviamente un vantaggio pratico al tiratore, il quale potrà scegliere il miglior valore di ingrandimento in base alle caratteristiche del tiro e del bersaglio, ma le ottiche zoom hanno in genere costi e "fragilità" maggiori, come anche maggiori pesi e ingombri; tuttavia, invece di portare con sé due ottiche fisse, una sola zoom sarà più pratica.

## Reticolo

Vari tipi di reticolo

All'interno del tubo ottico trova spazio il reticolo, costituito in genere da un vetrino trasparente, di solito intercambiabile, con incisi un insieme di segni e indici che si sovrappongono all'immagine, e che permettono il riferimento di base di centratura per il puntamento. 
A seconda dell'indirizzo d'uso del cannocchiale (venatorio, sportivo, militare) esistono profonde differenze fra i reticoli più adatti. Ad esmpio, un reticolo destinato all'impiego militare operativo (Mil-dot), avrà una croce di sezione che permette anche una mira affrettata ed una serie di riferimenti utili alla valutazione della distanza del bersaglio e al puntamento, senza regolazioni manuali di alzo e deriva; mentre un reticolo sportivo per bench rest, sarà invece quello coi tratti più fini e semplici possibile e senza riferimenti indicativi, siccome il tiratore non ha nessuna fretta di esplodere il colpo, la posizione è stabile e soprattutto la distanza è nota.

## Tubo
Il tubo svolge 2 funzioni principali:
- funzione strutturale, collegando fisicamente l'obiettivo all'oculare, sorreggendo le torrette e fornendo la presa per gli attacchi all'arma (in teoria, maggiore è il diametro, maggiore è la robustezza);
- funzione ottico-meccanica, permettendo il raddrizzamento dell'immagine dell'obiettivo e il passaggio della luce all'oculare, alloggiando al proprio interno il controtubo brandeggiabile micrometricamente tramite le viti poste all'interno delle torrette (in teoria, maggiore è il diametro, maggiore è la qualità visiva).

I mirini moderni solitamente vengono differenziati tramite due standard con diversi diametri dei tubi: quelli da 1" (un pollice: 25,4 mm, più usato in Nord America) e quelli da 30 mm (più usato in Europa e in Asia). Ovviamente, questo pregiudica anche l'uso degli attacchi al fucile, che dovranno essere sostituiti o se possibile adattati. In ogni caso, la maggior parte dei fabbricanti di ottiche, forniscono i propri modelli in entrambe le versioni.

## Obiettivo
L'ampiezza focale dell'obiettivo (solitamente in millimetri) descrive il diametro della lente frontale, che è responsabile dell'acquisizione dell'immagine.
Un obiettivo di maggior diametro genera un'immagine più luminosa e, a parità di distanza, fornisce un campo visivo (FOV, field of view) più ampio rispetto ad un obiettivo di minor diametro. Il fattore luminosità è molto importante in rapporto all'ingrandimento.
Infatti all'aumentare degli ingrandimenti si restringe il campo visivo e diminuisce la quantità di luce trasmessa dall'oculare; per ovviare a questo problema si può dotare il cannocchiale di un obiettivo di maggior diametro che permetta ad una maggior quantità di luce di essere inviata all'oculare (e quindi all'occhio). È quindi pressoché inutile poter ingrandire fino a 40 volte se l'obiettivo ha un'apertura di 20 mm.

## Sigle

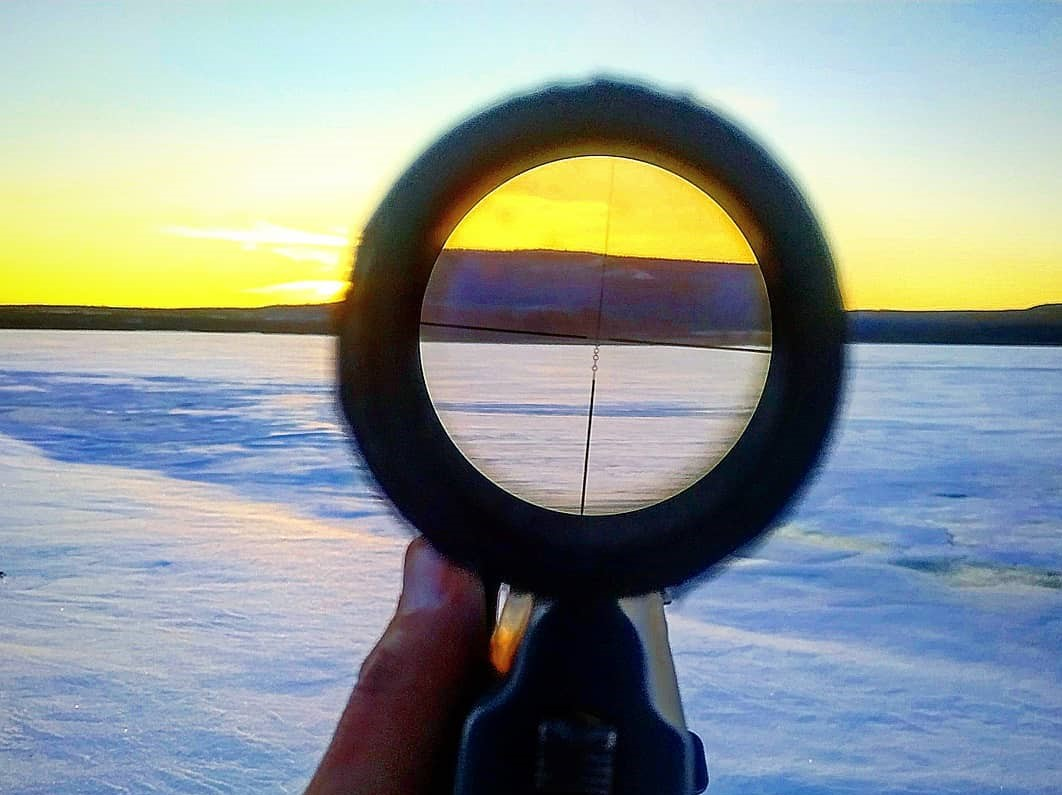
Vista attraverso un mirino da cecchino di un fucile da caccia

Ai numeri che dichiarano capacità d'ingrandimento e diametro dell'obiettivo possono seguire varie sigle che descrivano funzioni particolari disponibili, come ad esempio:
- AO (Adjustable Objective, obiettivo regolabile)
- SF (Side Focus, correzione della parallasse su terza torretta)
- TT (Target Turrets, torrette sportive che sono più semplici da regolare e da vedere ma più ingombranti e fragili per l'uso venatorio o militare)
- IR (Illuminated Reticle, reticolo illuminato per un migliore contrasto contro oggetti scuri)
- FFP (first focal planet: reticolo posizionato sul primo piano focale, varia con lo zoom)
- SFP (second focal planet: reticolo posizionato sul secondo piano focale, non varia con lo zoom. Più diffuso)

## Utilizzo

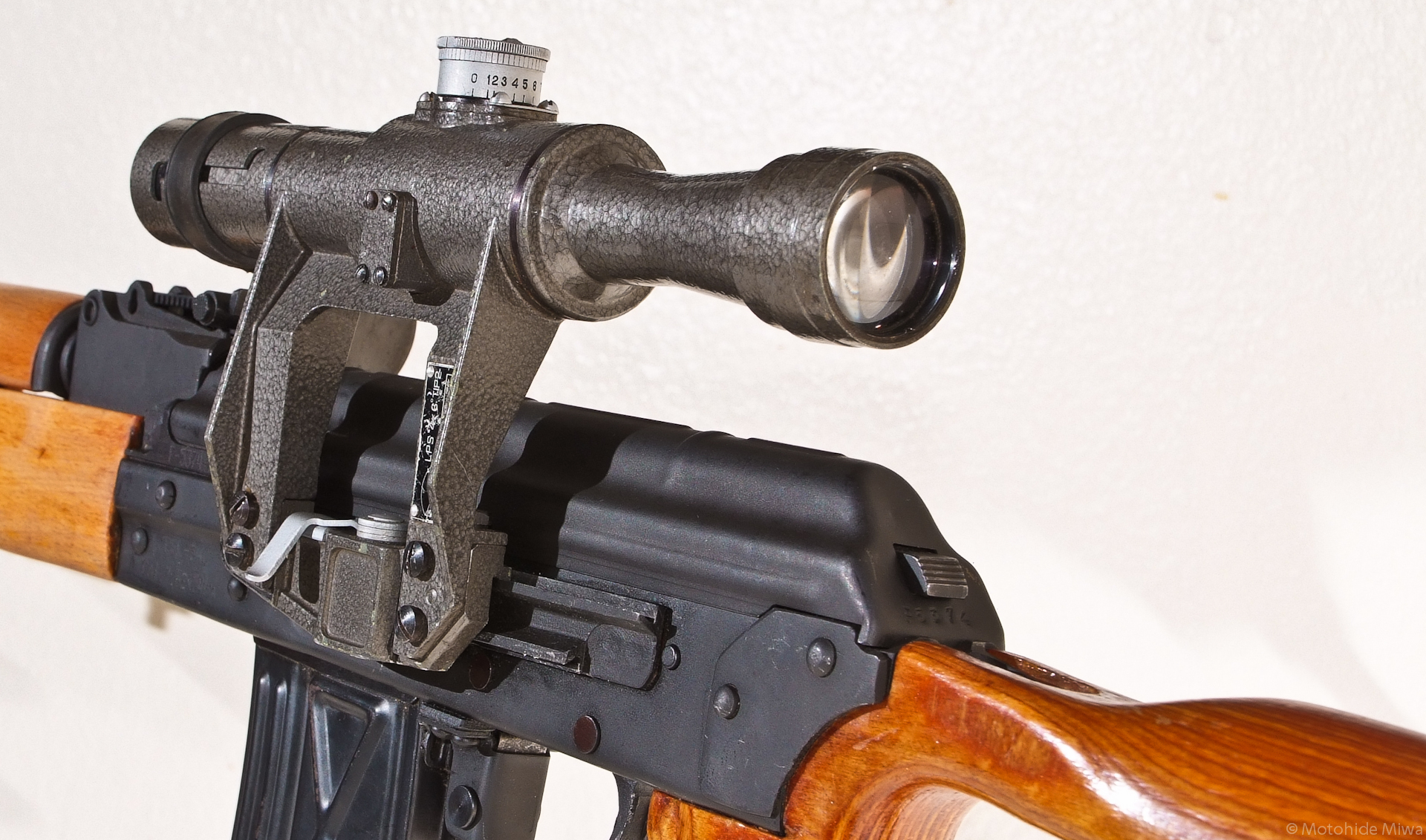
Mirino telescopico montato sulla slitta detta a coda di rondine (sistema di aggancio tipico delle armi del Patto di Varsavia) di un fucile di precisione PSL

Il mirino telescopico è normalmente montato in varie capacità di ingrandimento su armi a canna rigata, poiché queste armi forniscono quella precisione intrinseca e quella gittata che rendono necessario al tiratore un miglioramento della vista.
È molto importante considerare attentamente il numero degli ingrandimenti: infatti se è vero che un elevato ingrandimento permette un'ottima osservazione e una probabile maggior precisione, è anche vero che un eccessivo ingrandimento impedisce un'osservazione complessiva della scena e rende molto difficoltoso se non impossibile seguire bersagli in movimento, anche relativamente lento.
Si consideri un ingrandimento di 10x che mostri all'incirca 3,7 m di diametro a 100 m di distanza. Esso ci mostrerà 37 m di diametro a 1000 m ma ci mostrerà solo 0,37 m (37 centimetri) di diametro a 10m di distanza. Ecco che diventa chiaro come 8 ingrandimenti possano andare bene per la caccia all'elefante, 4 per la caccia alla volpe, 16 per il tiro di precisione sui 1000m.
C'è anche da considerare che ogni movimento viene accentuato di n volte quanti sono gli ingrandimenti. Quindi tenere in mira senza appoggio un'arma è difficile già a 4x se si vuole tirare a bersagli distanti anche solo 30 m, ma diventa impossibile con ingrandimenti superiori, relegando l'uso degli ingrandimenti maggiori alla mira in appoggio o su rest.
Per questo solitamente si usano ottiche di massimo 7x ingrandimenti per la caccia, fino ai 16x per il tiro a segno e la caccia d'appostamento, mentre i mostruosi 24x, 32x e oltre sono riservati ad applicazioni ed esigenze molto particolari, come ad esempio il bench rest categoria Unlimited dove le armi sono montate su affusto (railgun) e spesso i tiratori mettono più pallottole nello stesso foro a distanze considerevoli (1000 yarde, circa 910 m).